# Мадрас (штат)

Южная Индия перед реорганизацией 1956 года. Штат Мадрас выделен жёлтым

Штат Мадрас — штат Индии, существовавший в 1947—1968 годах.
После произошедшего в 1947 году раздела Британской Индии находившееся под британским управлением Мадрасское президентство было переименовано в штат Мадрас Индийского Союза.
Внутрииндийские границы формировались исторически путём экспансии, и абсолютно не соответствовали ни границам расселения народов, ни границам распространения языков. На территории штата Мадрас оказались проживающими как тамилы, так и телугу. Несмотря на то, что создателями независимой Индии было решено не торопиться с созданием моноэтнических штатов, в штате Мадрас началось мощное движение за создание отдельного телугуязычного штата. Ситуация осложнялась тем, что сепаратисты требовали включения в новый штат в качестве столицы города Мадрас, который имел смешанное население и находился примерно на границе распространения двух языков.
Правительство Индии долго сопротивлялось давлению снизу, но в 1952 году известный индийский революционер Потти Среерамулу (сподвижник Ганди) умер в результате голодовки, объявленной им в поддержку создания телугуязычного штата. В итоге индийское правительство согласилось в данном случае ускорить процедуру создания моноэтничного штата, но Неру наотрез отказался включать в него город Мадрас. В итоге в 1953 году из штата Мадрас был выделен телугуязычный штат Андхра со столицей в Карнулу.
На выборах в 1952 году ИНК не смог получить большинство мест в Законодательном собрании и сформировал правительство с Социалистической партией.
В 1956 году правительством Индии был принят Акт о реорганизации штатов. В соответствии с этим актом западная часть штата Мадрас (Малабарское побережье) была выделена в отдельный штат Керала, а подчинявшиеся штату острова — в союзную территорию Лаккадивские, Миникойские и Аминдивские острова. Был ликвидирован штат Траванкор-Кочин, при этом его южная часть была присоединена к штату Мадрас (а остальная — к штату Керала).
В связи с тем, что теперь штат Мадрас стал охватывать в основном именно территорию расселения тамилов, правительство штата стало развивать тамильский язык. Правящая партия Индийский национальный конгресс проводила политику установления языка хинди в качестве единственного официального языка Индии, и в 1965 году противоречия между политикой центра и реалиями регионов привели к студенческим волнениям в Мадрасе на языковой почве.
В 1967 году партия Индийский национальный конгресс проиграла выборы в девяти штатах, но штат Мадрас оказался единственным, где оппозиция сумела сформировать однопартийное парламентское большинство. Партия Дравида Муннетра Кажагам сформировала новое правительство штата, и в 1969 году штат Мадрас был официально переименован в «землю тамилов» — «Тамилнад».